# Bibliotek 24
Bibliotek24 var ett projekt som delvis finansierades av Statens Kulturråd och som drevs av 13 länsbibliotek i Sverige (april 2009). Projektet som startades 2006 avslutades den 31 december 2009. I den sökportal som byggdes skulle biblioteksresurser samlas och göras lättillgängliga. Användaren skulle kunna söka i flera olika sorters källor samtidigt (artiklar, bibliotekskataloger, databaser, e-böcker m.m.), få fulltextmaterial omedelbart oberoende av vilka resurser som fanns på det lokala biblioteket eller vilken tid på dygnet det var. Ambitionen var att bli Sveriges digitala bibliotek. Söktjänsten lanserades på Bok- och biblioteksmässan i september 2009.
Sökportalen Bibliotek24 hölls öppen till 2013 men lades sedan ned, som skäl angavs att alla folkbibliotek då var välkomna i Libris samt att flera regioner hade egna gemensamma kataloglösningar som innebar ett minskat behov av samsökningstjänster.